# Kup europskih prvakinja (vaterpolo)
Kup europskih prvakinja za ženski vaterpolo je trofej za kojeg se svake godine bore djevojčadi koje su osvojile naslove državnih prvakinja u protekloj sezoni.

### Prvakinje
Po godinama:
| - 1987./88.: Donk Gouda - 1988./89.: Donk Gouda - 1989./90.: Nereus Zaandam - 1990./91.: Donk Diana Gouda - 1991./92.: Brandenberg Bilthoven - 1992./93.: Hungerit Szentesi VK - 1993./94.: Orizzonte Catania - 1994./95.: Nereus Zaandam - 1995./96.: Nereus Zaandam - 1996./97.: Skif MFP Moskva - 1997./98.: Orizzonte Catania - 1998./99.: Skif MFP Moskva - 1999./00.: ANO Glyfada - 2000./01.: Orizzonte Catania | - 2001./02.: Orizzonte Catania - 2002./03.: ANO Glyfada - 2003./04.: Orizzonte Catania - 2004./05.: Orizzonte Catania - 2005./06.: Orizzonte Catania - 2006./07.: Fiorentina WPC - 2007./08.: Orizzonte Catania - 2008./09.: NO Vouliagménis - 2009./10.: NO Vouliagménis - 2010./11.: CN Sabadell - 2011./12.: Pro Recco - 2012./13.: CN Sabadell - 2013./14.: CN Sabadell - 2014./15.: Olympiakos Pirej | - 2015./16.: CN Sabadell - 2016./17.: Kinef Kirishi - 2017./18.: Kinef Kirishi - 2018./19.: CN Sabadell - 2019./20.: sezona poništena - 2020./21.: Olympiakos Pirej - 2021./22.: Olympiakos Pirej - 2022./23.: CN Sabadell - 2023./24.: CN Sabadell |

## Vječna ljestvica
Klubovi:
- 8: Orizzonte Catania.
- 7: CN Sabadell.
- 3: Donk Gouda, Nereus Zaandam i Olympiakos Pirej.
- 2: Skif MFP Moskva, ANO Glyfada, NO Vouliagménis i Kinef Kirishi.
- 1: Brandenberg Bilthoven, Hungerit Szentesi VK, Fiorentina WPC i Pro Recco.

Države:
- 10: Italija
- 7: Nizozemska
- 7: Grčka
- 7: Španjolska
- 4: Rusija
- 1: Mađarska

## Vanjske poveznice
- http://www.allcompetitions.com/wp_ec2.htm  Arhivirana inačica izvorne stranice od 2. travnja 2013. (Wayback Machine)